# لا آپارتادا
لا آپارتادا (انگلیسی: La Apartada) نام شهری در کشور کلمبیا است.